# Chramnelenus
Chramnelenus, auch Hrabanhelm, (* nach 590; † vor 672) war ein fränkischer Adeliger und in der Merowingerzeit Dux der Pagi Ultrajoranus und Scodingorum im heutigen schweizerisch-französisch-deutschen Grenzgebiet.

## Leben
Chramnelenus, dessen zweiter Vorname Felix lautete, entstammte dem Adelsgeschlecht der Waltriche, einer der ersten und einflussreichsten Familien im fränkischen Teilreich Burgund, die insbesondere im Gebiet um Besançon begütert war. Er wurde dort als Sohn des Herzogs Waldelenus und seiner Frau Aelia Flavia geboren. Sein älterer Bruder Donatus war von 625 bis 660 Erzbischof von Besançon, seine Schwester Sirudis später erste Äbtissin im dortigen Frauenkloster Jussamoutier.
Als Waldelenus um 615 starb, folgte ihm Chramnelenus als Herzog nach und herrschte über die Gebiete beiderseits des Jura.
Um 632 begründete er das Kloster Romainmôtier neu, welches nach einem Einfall der Alamannen völlig zerstört worden war und in dessen Konvent der heilige Wandregisel als Mönch eintrat. In den Jahren 636 und 637 nahm er am Heerzug des merowingischen Königs Dagobert I. gegen die aufständischen Gascogner teil. 642 unterstützte Chramnelenus seinen Verwandten, den burgundischen Hausmeier Flaochad mit militärischen Mitteln gegen dessen Gegenspieler Willibad und besiegte, gemeinsam mit seinem Schwager Amalgar, ein gegnerisches Heer vor Autun, wo Willibad den Tod fand.
Zum Ende seiner Herrschaft gründete er mit Zustimmung des Bischofs von Lausanne, Protasius, das Frauenkloster von Baulmes, welchem er wie bereits in Romainmôtier die Regel des heiligen Kolumban gab. Den Abschluss der Bauarbeiten konnte Chramnelenus nicht mehr miterleben, da er vor dem Jahr 672 verstarb – die Klostergründung wurde schließlich durch seine Witwe Ermentrudis vollendet.